# Muerte y funeral de Lenin
Vladímir Ilych Uliánov (Lenin), líder comunista y fundador de la Unión Soviética, falleció el 21 de enero de 1924, en Moscú, a la edad de 53 años. Su funeral, desarrollado en enero de 1924, fue seguido por un cortejo fúnebre que recorrió Moscú y en el que participaron millones de personas. Su cuerpo se conserva embalsamado.

## Antecedentes
Lenin había dirigido la Revolución de Octubre donde los soviets derrocaron al gobierno provisional (Sucesor del Zar Nicolás II). Como consecuencia, tuvo lugar la Guerra Civil Rusa, donde se enfrentó el Ejército Rojo con el Ejército Blanco. Triunfaron los rojos, y Vladímir Lenin fundó la Unión de Repúblicas Socialistas Soviéticas, siendo su primer Jefe de Estado, no libre de controversia, ya que impulsó el denominado Terror Rojo, una escalada de represiones hacia los opositores del comunismo.
Previo a ello, Lenin sufrió un atentado. El mismo fue llevado a cabo por Fanni Kaplán, quien con tres tiros intentó ejecutarle. Lenin había sobrevivido, y Kaplán fue ejecutada.

## Muerte
El 21 de enero de 1924 falleció Lenin. La causa oficial dictada por el gobierno fue un accidente cerebrovascular, (ACV). Pero muchos historiadores cuestionaron o investigan más sobre su muerte.
Se cuestiona la raíz del ACV, debido a que no tenía ningún factor de riesgo que le justifique el mismo. Hay quienes afirman que padecía sífilis, pero la autopsia lo descartó debido a la falta de apoplejía. Hay voces que consideran que fue el propio Stalin quien lo asesinó envenenándolo, porque fue él quien asumió el poder tras su muerte pero no hay evidencia tampoco de ello, porque en la autopsia no se evidenciaron agentes toxicológicos. Con lo cual, dicho planteo puede ser considerado como una teoría de conspiración de índole política.
El cerebro de Lenin fue extraído y examinado sistemáticamente. Investigadores sugieren que Lenin tenía una mutación genética que provocó la arteriosclerosis que le mató y que no murió de sífilis. Existe, sin embargo, la posibilidad de que Lenin haya sido víctima de un síndrome antifosfolipídico fatal, entidad que no era conocida a la fecha de su muerte. 

## Funeral
Su funeral se desarrolló en enero. Millones de personas enfrentaron el frío (alrededor de -30 °C) para despedir a Lenin. Los veteranos de la Guerra Civil Rusa llevaron al difunto a la sala. El cortejo fúnebre hizo frente a la nieve del invierno ruso para abrirle paso a Lenin.

## Actualidad

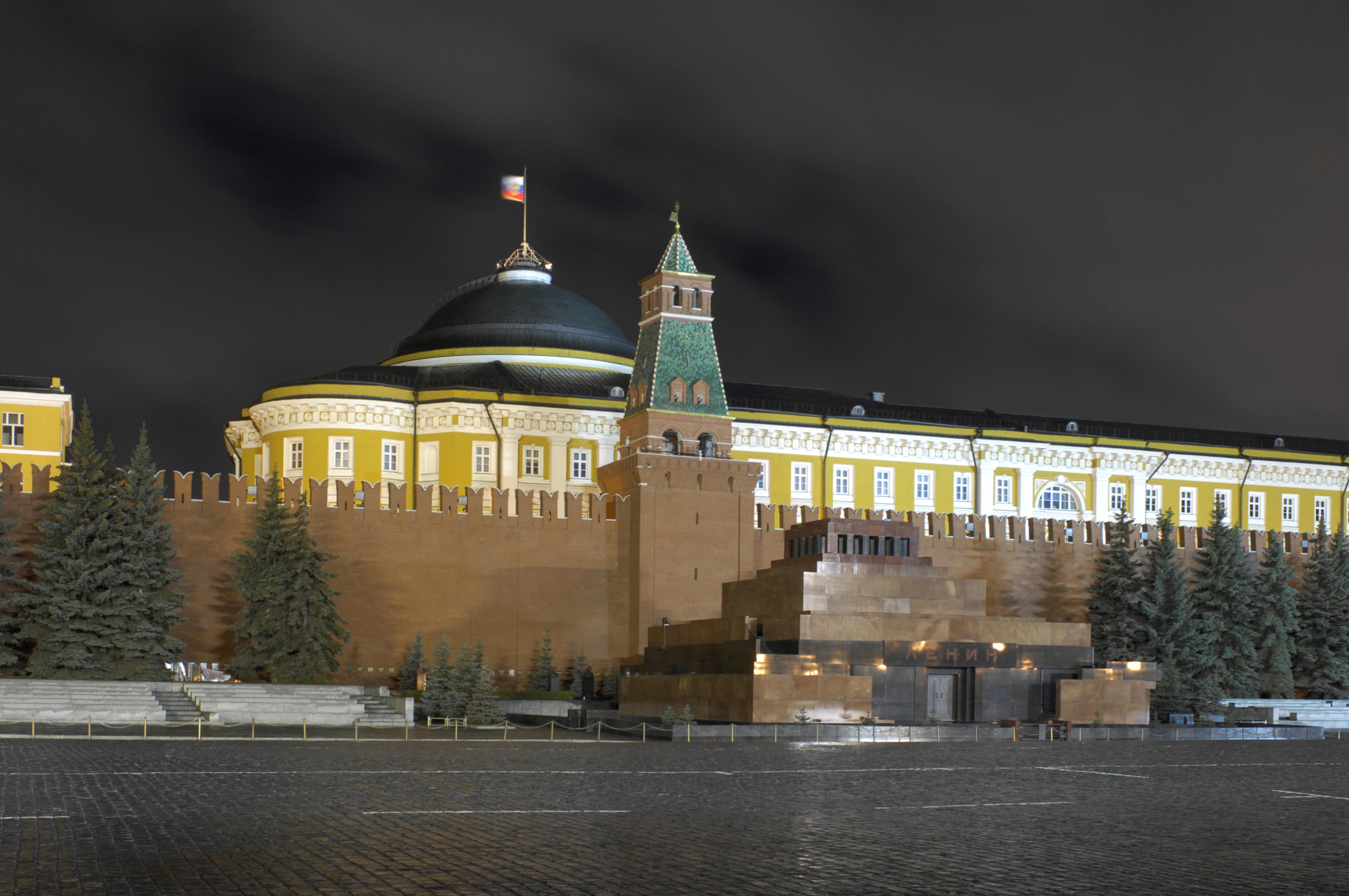
Mausoleo de Lenin (2007).

Con la caída de la URSS y la apertura al capitalismo, la representatividad de Lenin ha disminiudo notablemente. Su cuerpo embalsamado continúa expuesto en su mausoleo.
Por ello, la Casa Imperial de Rusia, que representa a la dinastía Románov del derrocado Nicolás II, se sumó a una de los tantos que solicitan al gobierno el entierro de Lenin. También la Iglesia ortodoxa rusa predica que no está bien exponer cadáveres por años, así que también pidió la sepultura de Lenin. El ortodoxo Vsévolod Chaplin se lo pidió a sus parientes. 
Aunque según el politólogo Valeri Kedov (También ruso) «No hay una demanda clara por parte de la sociedad para que las autoridades tomen cartas en el asunto. Por eso creo que el poder no hará nada que altere el equilibrio existente. Lo más probable es que en el futuro previsible el cuerpo de Lenin continúe en el Mausoleo».